# Bradlees
Bradlees Department Store, beter bekend als Bradlees, was een discountwarenhuisketen gevestigd in Braintree, Massachusetts, die voornamelijk actief was in het noordoosten van de Verenigde Staten. Bradlees verkocht in haar winkels diverse artikelen, waaronder kleding, sieraden,  schoonheidsproducten, schoenen, meubels, elektronica, huishoudelijke artikelen en beddengoed. Op het hoogtepunt in de jaren 1990 exploiteerde Bradlees meer dan 105 winkels in zeven staten in het noordoosten van de VS, met bijna 10.000 werknemers. De keten was van 1961 tot 1992 onderdeel van Stop & Shop, maar ging in 2000 failliet. Op 15 maart 2001 waren alle winkels gesloten.

## Geschiedenis
Bradlees is vernoemd naar de Bradley International Airport in Connecticut, waar de oprichters van de winkel de eerste planningsvergaderingen hielden. De eerste winkel werd op 14 maart 1958 geopend in New London, Connecticut. In 1961 werd het bedrijf overgenomen door de supermarktketen Stop & Shop, die de keten tot 1992 in bezit had. Na de overname waren Stop & Shop-winkels vaak naast Bradlees-winkels te vinden in dezelfde winkelcentra. In sommige gevallen, vooral in het grootstedelijk gebied van New York/New Jersey, werden winkels gebouwd die groot genoeg waren om zowel Bradlees als Stop & Shop onder één dak te huisvesten. In deze vroege voorbeelden van supercenters werd één kant van de winkel gerund door Bradlees en de andere kant door Stop & Shop. Klanten konden zich vrijelijk van de ene naar de andere winkel begeven. Aan deze praktijk kwam in 1982 een einde toen Stop & Shop besloot om haar filialen in de agglomeratie New York te sluiten. In het geval van de supermarkten werd een muur gebouwd om het gebouw in tweeën te delen. (Stop & Shop zou pas in het najaar van 2000 terugkeren naar het gebied, toen het toenmalige moederbedrijf Ahold besloot om de keten Edwards Super Food Stores om te dopen tot Stop & Shop.)
Net als sommige concurrenten, waaronder Caldor, hadden veel Bradlees-winkels snackstands/lunchbalies waar frisdranken, hotdogs, friet, zachte pretzels, ijs, voorverpakte koekjes en diverse andere voedingsmiddelen werden verkocht. In 1993 breidde Bradlees een aantal winkels die nog geen snackbars hadden uit met Pizza Hut, Taco Bell en Dunkin' Donuts. In die tijd werden er nieuwe winkels gebouwd.
Bradlees stond bekend om zijn tv- en printadvertenties met het personage "Mrs. B." (gespeeld door actrice Cynthia Harris), afgebeeld als de inkoper van de keten, die voortdurend op zoek was naar koopjes om door te geven aan haar klanten. De reclamejingle luidde: "Bij Bradlees koop je wat Mrs. B koopt. En niemand kan kopen zoals Mrs. B."
In 1988 werd het moederbedrijf Stop & Shop betrokken bij een vijandige overnamepoging door de Dart Group van Herbert Haft. Kort daarna werd Kohlberg Kravis Roberts & Company door de raad van bestuur aangesteld om het bedrijf over te nemen. In 1989 werd de deal afgerond en werd Stop & Shop een besloten vennootschap.

### Faillissement en sluiting
De eerste grote Bradlees-winkels sloten in 1988, toen het bedrijf zich terugtrok uit de zuidelijke Verenigde Staten. Bradlees bleef winstgevend tot begin jaren1990. In 1992, een jaar nadat het moederbedrijf weer naar de beurs ging, verkocht Stop & Shop Inc. Bradlees aan een investeringsgroep en ging de keten verder als een apart bedrijf. In 1994 was het bedrijf verliesgevend nadat er werd geprobeerd om een aantal nieuwe winkels te openen in New Jersey en New York. Nadat Bradlees twee jaar lang verlies had geleden, vroeg het bedrijf in juni 1995 uitstel van betaling aan en sloot het in 1996 een aantal slecht presterende winkels (waaronder de enige twee winkels in Rhode Island). Een aantal hiervan werden omgebouwd tot Ames-winkels.
James Zamberlan, voorheen senior vice president van Lazarus Department Stores, werd op 25 augustus 1995 benoemd tot executive vice president van Bradlees. Het bedrijf kwam in februari 1999 succesvol uit het faillissement, nadat het in 1998 en begin 1999 nog behoorlijke winsten had gemaakt. Bradlees profiteerde ook van de liquidatie en sluiting van concurrent Caldor kort nadat diens faillissement was uitgesproken en kocht een aantal van diens voormalige winkels.
In 2000 ging het slecht met Bradlees en op 26 december 2000 maakte het bedrijf bekend dat het uitstel van betaling had aangevraagd. Ook werd aangegeven dat Bradlees zo snel mogelijk met liquidatieverkopen zou beginnen en daarmee de activiteiten zou beëindigen. Bestuurders van Bradlees zeiden dat het bedrijf faillissementsbescherming had aangevraagd vanwege de algemene economische crisis, met onder meer stijgende rentetarieven en hogere prijzen voor gas en stookolie, waardoor klanten minder te besteden hadden. De leidinggevenden zeiden ook dat nieuwe concurrentie, ongewone weersomstandigheden in de eerste helft van 2000 en de verkrapping van handelskredieten bijdroegen aan het onvermogen om winstgevend te opereren.
In een interview vlak voor de sluiting van de keten zei analist Eric Beder van Ladenburg Thalmann & Co.: "Ze hadden echt een perfecte economie nodig om dit van de grond te krijgen", verwijzend naar de herstelpoging na de herstructurering van het bedrijf. "Maar de recente vertraging van de consumentenbestedingen heeft dat klimaat niet bevorderd", zei hij.

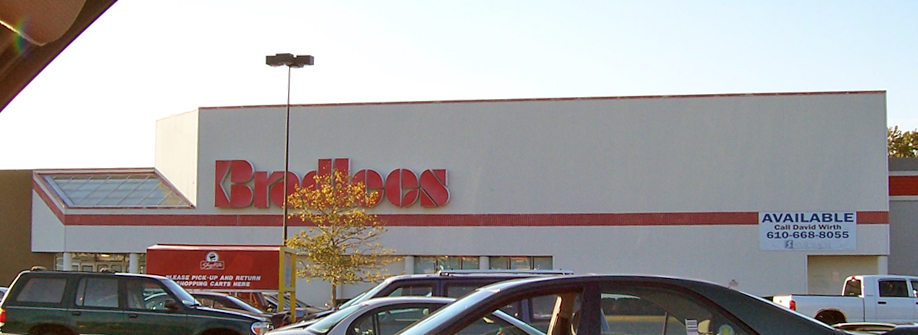
Een leegstaande Bradlees-winkel in West Deptford, NJ in 2007. Dit was een voormalige vestiging van Jefferson Ward die Montgomery Ward aan Bradlees verkocht toen zij besloten de keten te staken.

Begin januari 2001 startte de keten met de opheffingsuitverkoop en op 15 maart 2001 sloot de laatste winkel. Ten tijde van de liquidatie telde het bedrijf 10.000 werknemers en 105 winkels in zeven staten. Veel van de voormalige winkellocaties werden gekocht door Walmart, hoewel andere locaties Big Lots, Staples, Super Buy Rite, The Home Depot, Forman Mills, Shaw's Star Market, Target, Kohl's, Burlington Coat Factory, Ocean State Job Lot, Bob's Stores, Marshalls, Dollar Tree, ShopRite, National Wholesale Liquidators of Stop & Shop werden. Stop & Shop behield een groot deel van het onroerend goed, zelfs nadat het bedrijf was afgesplitst. Stop & Shop werd in 1996 overgenomen door Ahold en een aantal voormalige Bradlees werden verkocht aan andere divisies van Ahold, zoals Giant.
Toen de Nasdaq-beurs de handel in Bradlees-aandelen staakte, sloot het aandeel op iets minder dan $ 0,22.